# Новая Ковалёвка (Одесская область)
Новая Ковалёвка (укр. Нова Ковалівка) — посёлок, относится к Беляевскому району Одесской области Украины.
Население по переписи 2001 года составляло 286 человек. Почтовый индекс — 67630. Телефонный код — 4852. Занимает площадь 0,33 км². Код КОАТУУ — 5121082806.

## Местный совет
67630, Одесская обл., Беляевский р-н, с. Ильинка, ул. Кирова, 8